# Kyra Kyrklund

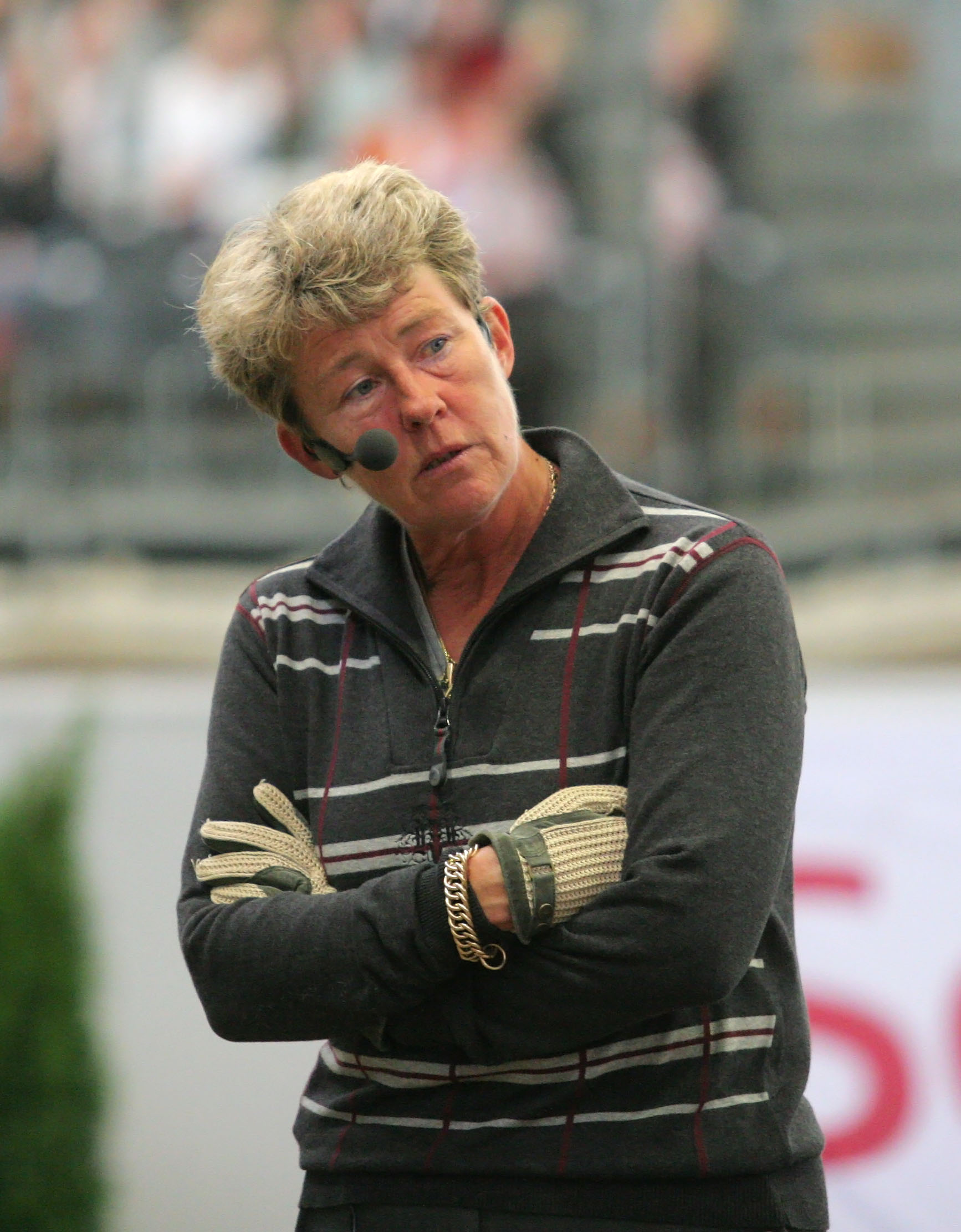
Kyra Kyrklund

Kyra Maria Christine Kyrklund (* 30. November 1951 in Helsinki) ist eine erfolgreiche finnische Dressurreiterin und Trainerin.

## Leben
Um im Dressursport an die Spitze zu kommen, ging die Finnlandschwedin Kyra Kyrklund nach Deutschland und nahm Unterricht bei Walter Christensen (1975–1977) und bei Herbert Rehbein (1980–1997). Sie nahm erfolgreich an fünf Olympischen Spielen teil. Unvergesslich bleibt sie mit dem Hengst Matador (* 1979; † 2002), mit dem sie 1990 die Silbermedaille bei den Weltmeisterschaften in Stockholm und das Weltcup-Finale in Paris gewann. Unter ihren Schülerinnen waren unter anderem Leslie Morse und Nathalie zu Sayn-Wittgenstein-Berleburg. Heute lebt Kyra Kyrklund mit ihrem Ehemann Richard White in der Grafschaft Surrey, England. Bei der Europameisterschaft 2009 in Windsor konnte sie noch einmal auf ihrem 14-jährigen Wallach Max überzeugen und erreichte Platz 9 im Grand Prix Spécial und Rang 7 in der Kür. Nach den Europameisterschaften verabschiedete sie Max aus dem Sport und will sich nun ihren Nachwuchspferden widmen.
Im August 2010 wurde sie zur Präsidentin des International Dressage Rider’s Club (IDRC), der Interessenvertretung der international aktiven Dressurreiter, gewählt. Damit trat sie die Nachfolge von Margit Otto-Crépin an. Sie wurde auf die „Liste von 50 bedeutenden Sportlern im schwedischsprachigen Finnland“ (Svenskfinlands 50 största idrottshjältar genom tiderna) gewählt, einer 2020 von Svenska Yle veröffentlichten Bestenliste.
Folgende Platzierungen erreichte sie bei ihren Olympiateilnahmen:
- Moskau 1980: 5. Platz mit Piccolo
- Los Angeles 1984: 16. Platz mit Nør
- Seoul 1988: 5. Platz mit Matador II
- Barcelona 1992: 5. Platz mit Edinburg
- Atlanta 1996: 28. Platz mit Flying Admiral
- Peking 2008: 8. Platz mit Max